# Vinci per la vita - Win for Life!

Logo del Win for Life

Ricevuta del Win for Life

Vinci per la vita - Win for Life! è un gioco numerico a totalizzatore gestito da Sisal su concessione dell'AAMS.

## Storia
Il gioco, già diffuso all'estero, soprattutto negli Stati Uniti, è stato introdotto per la prima volta in Italia il 29 settembre 2009 inizialmente col superpremio di 4.000 € al mese per 20 anni ottenendo subito un grande successo, con un incasso superiore ai 52 milioni di euro in poco più di una settimana, anche se non sono mancate le polemiche, incentrate sull'eccessiva frequenza delle estrazioni.
Dall'8 giugno 2010, il vitalizio è aumentato da 4.000 a 6.000 € al mese per 20 anni, aumentando inoltre anche il numero di estrazioni ogni ora esteso dalle 8:00 fino alle 22:00 anziché alle 20:00.
Dal 6 ottobre 2010, l'estrazione delle ore 20:00 diventa Vinci per la vita - Win for life! Gold, nel quale si possono vincere 10.000 € al mese per 30 anni. Il costo della giocata per vincere con 10+Numerone 10, 9, 8, 7 è di 2,50 € mentre per vincere anche con 0+Numerone, 0, 1, 2, 3 il costo è della giocata è di 5 €.
Dal 15 luglio 2011, per un periodo di tempo limitato la vincita per il 10 + il Numerone è stata aumentata di un milione di euro corrisposti istantaneamente.
Dal 21 febbraio 2012, è nata una nuova modalità di gioco con tre schedine differenti per costo e per vincita perpetua.

## Regolamento
Il regolamento fino al 20 febbraio 2012 prevedeva l'estrazione di 10 numeri su un totale di 20, oltre ad un "Numerone". La vincita erogata era di 6.000 € mensili (netti e non indicizzati all'inflazione) per 20 anni. Era prevista inoltre l'erogazione di premi minori, basati sul totale di numeri indovinati.

## Estrazioni e modalità di gioco
Le estrazioni del Vinci per la vita - Win for Life! dal 29 settembre 2009 al 20 febbraio 2012 venivano fatte ogni ora dalle 8:00 alle 22:00 e si poteva giocare per quell'estrazione fino a un minuto prima dell'inizio del concorso.
Il giocatore per poter giocare doveva segnare sull'apposita schedina 10 numeri su 20 e quanto puntare: 1 € per vincere con 10, 9, 8 e 7 punti o 2 € per vincere anche con 0, 1, 2 e 3 punti; dopo il passaggio al terminale veniva attribuito casualmente il Numerone che, se centrato con 0 o 10 punti, permetteva di vincere 6.000 € al mese per 20 anni.
Dal 21 febbraio 2012 è possibile giocare con tre nuove schedine ognuna differente per costo e per rendita perpetua vincente e con estrazione ogni 5 minuti dalle ore 7:00 alle ore 23:55.
Tuttavia, si possono giocare anche sistemi integrali fino a 14 numeri e tramite Quick pick e GiocaFacile!

### Schedina
Dal 29 settembre 2009 al 20 febbraio 2012 esistevano due tipi di schedina, quella normale e quella a cinque pannelli. La seconda permetteva di giocare fino a cinque decine di numeri contemporaneamente e di decidere le estrazioni a cui partecipare.
Dal 21 febbraio 2012 è possibile giocare con tre nuove schedine ognuna differente per costo e per rendita perpetua vincente e con estrazione ogni cinque minuti dalle ore 7:00 alle ore 23.55 :
- Vinci per la Vita - Win for Life! Viva l'Italia
  - Costo della giocata: 1 €
  - Montepremi: rendita da 1.000 € al mese per 10 anni, altre categorie di premi.
  - Possibilità di vittoria: 1 su 2

In questa schedina, bisogna scegliere almeno 10 numeri su 20 nella cartina più il Numerone.
- Vinci per la Vita - Win for Life! Grattacieli
  - Costo della giocata: 2 €
  - Montepremi: rendita da 4.000 € al mese per 20 anni, premio istantanteo fino a 100.000 €, altre categorie di premi.
  - Possibilità di vittoria: 1 su 3

In questa schedina bisogna scegliere almeno un numero per ogni grattacielo su un totale di 5, nei quali: il primo va dall'1 al 3; il secondo dal 4 al 13; il terzo dal 14 al 25; il quarto dal 26 al 40 e il quinto dal 41 al 60 più il Numerone che va dal 61 al 90.
- Vinci per la Vita - Win for Life! Cassaforte
  - Costo della giocata: 5 €
  - Montepremi: rendita da 10.000 € al mese per 30 anni, premio istantanteo fino a 500.000 €, altre categorie di premi.
  - Possibilità di vittoria: 1 su 2

In questa schedina, bisogna scegliere un numero da 0 a 9 per ogni manopola su un totale di 6 più quella del Numerone.
Dal 21 gennaio 2013, è stata reintrodotta la prima formula del concorso, rinominata Vinci per la Vita - Win for Life! Classico dove ogni estrazione si svolge ogni ora dalle 7:00 alle 23:00, e che ha sostituito Vinci per la Vita - Win for Life! Viva l'Italia. A differenza del passato, anche il Numerone è scelto dal giocatore.
Il costo della giocata minima, pari a una combinazione, è di 1 € o 2 € ove con la giocata da 1 €, infatti, si vincerà con 10+1, 10, 9, 8, 7 ed anche con 9+1, 8+1 e 7+1. Scegliendo 2 € invece si gioca per le categorie 10+1, 10, 9, 8, 7, 3, 2, 1, 0, 0+1 ed anche per 9+1, 8+1, 7+1, 3+1, 2+1 e 1+1.
- Vinci per la Vita - Win for Life! Classico
  - Costo della giocata: 1 o 2 € per ogni combinazione di gioco.
  - Montepremi: oltre alle altre categorie di premi, rendita fino a circa 3.000 euro al mese per 20 anni
  - Probabilità di vincita: 1 su 6,4 (giocando 2 €); 1 su 13 (giocando 1 €)
  - Frequenza delle estrazioni: una ogni ora

Con Vinci per la Vita – Win for Life Classico si può partecipare a otto categorie di vincita.
Successivamente, arriva Vincicasa che sostituisce Cassaforte.
In questo gioco, il giocatore deve scegliere 5 numeri su 40 su una schedina del costo di 5 € dove indovinando tutti i numeri della combinazione vincente si vince il premio di prima categoria che è di 500.000 € fisso che dovrà essere impiegato per l'acquisto di un'abitazione.
Inoltre, si può vincere non solo con cinque numeri ma anche con quattro, tre e due.
Tuttavia, si può giocare anche tramite Quick pick e GiocaFacile! con schedine precompilate da 5 o 10 €.
- Vinci per la vita - Win for Life! Vincicasa
  - Costo della giocata: 5 €
  - Montepremi: circa 500.000 per la casa dei tuoi sogni
  - Probabilità di vincita: 1 su 9 (considerando tutte le categorie)
  - Frequenza delle estrazioni: ogni mercoledì, alle 21:00

### Quick pick
Il terminale genera casualmente i numeri della giocata.

### GiocaFacile!
Dal 29 settembre 2009 al 20 febbraio 2012 si poteva giocare anche con i GiocaFacile! che erano delle schedine precompilate, che generavano una combinazione da 2 € valida per cinque estrazioni, dal lunedì al venerdì. I nomi attribuiti alle schedine derivavano dall'orario dell'estrazione ad esse associate. Costavano 10 € ed erano, in ordine cronologico:
- Buongiorno Fortuna! per l'estrazione delle ore 9:00
- Mezzogiorno di Gioco! per l'estrazione delle ore 13:00
- Happy Hour! per l'estrazione delle ore 19:00

Dal 21 febbraio 2012, i Giocafacile! si uniformano per tipo di schedina Vinci per la vita - Win for Life!

## Sistemi
Giocare più di 10 numeri implica l'utilizzo di un sistema.
| Numeri giocati | Decine giocate | Costo 10, 9, 8 e 7 | Costo 10, 9, 8, 7 e 3, 2, 1 e 0 |
| -------------- | -------------- | ------------------ | ------------------------------- |
| 11             | 11             | 11 €               | 22 €                            |
| 12             | 66             | 66 €               | 132 €                           |
| 13             | 286            | 286 €              | 572 €                           |
| 14             | 1.001          | 1.001 €            | 2.002 €                         |

Fonte per la tabella:

## Premi
Trattandosi di un gioco a totalizzatore, i premi vengono divisi per il numero totale dei vincitori. Ad esempio, se due persone riuscissero a indovinare gli 11 numeri di un'estrazione o il solo "Numerone", il vitalizio verrebbe diviso a metà.

### Giocando a Vinci per la vita - Win for Life! - Grattacieli
| Numeri Indovinati                            | Probabilità di vincita | Premio                                                                               |
| -------------------------------------------- | ---------------------- | ------------------------------------------------------------------------------------ |
| 5 in sequenza, dal livello 1 al 5 + Numerone | 1 su 3.240.000         | circa 100.000 € + 4.000 € al mese per 20 anni (da dividere in caso di più vincitori) |
| 5 in sequenza, dal livello 1 al 5            | 1 su 108.000           | circa 5.000 €                                                                        |
| 4 in sequenza, dal livello 1 al 4            | 1 su 5.684             | circa 500 €                                                                          |
| 4 non in sequenza, dal livello 1 al 5        | 1 su 3.000             | circa 100 €                                                                          |
| 3 in sequenza, dal livello 1 al 3            | 1 su 386               | circa 25 €                                                                           |
| 2 in sequenza, dal livello 1 al 2            | 1 su 33                | circa 5 €                                                                            |
| 1 nel livello 1                              | 1 su 3                 | 2 €                                                                                  |

### Giocando a Vinci per la vita - Win for Life! - VinciCasa
| Risultato | 1 possibilità su | Vincita   |
| --------- | ---------------- | --------- |
| 5 numeri  | 658.008          | 500.000 € |
| 4 numeri  | 3.760            | 2.000 €   |
| 3 numeri  | 111              | 50 €      |
| 2 numeri  | 10               | 10 €      |

### Giocando a Vinci per la vita - Win for Life! - Classico
| Numeri Indovinati | Probabilità di vincita giocando 1 € | Probabilità di vincita giocando 2 € | Premio                                                             |
| ----------------- | ----------------------------------- | ----------------------------------- | ------------------------------------------------------------------ |
| 10 o 0 + Numerone | 1 su 3.695.120                      | 1 su 1.847.560                      | 3.000 € al mese per 20 anni (da dividere in caso di più vincitori) |
| 10 o 0            | 1 su 184.756                        | 1 su 92.378                         | circa 10.000 € *                                                   |
| 9+ o 1+           | 1 su 36.951                         | 1 su 18.476                         | circa 900 € *                                                      |
| 9 o 1             | 1 su 1.848                          | 1 su 924                            | circa 100 € *                                                      |
| 8+ o 2+           | 1 su 1.825                          | 1 su 912                            | circa 40 € *                                                       |
| 7+ o 3+           | 1 su 257                            | 1 su 128                            | circa 13 € *                                                       |
| 8 o 2             | 1 su 91                             | 1 su 46                             | circa 10 € *                                                       |
| 7 o 3             | 1 su 12,8                           | 1 su 6,4                            | 2 € fisso                                                          |

* Quote medie di vincita attese a totalizzatore.
I premi di categoria 10+1 e 10 o 0+1 e 0 si cumulano tra loro, determinando un unico premio. Lo stesso vale per 9+1 e 9 o 1+1 e 1, 8+1 e 8 o 2+1 e 2, 7+1 e 7 o 3+1 e 3.

## Calcolo delle probabilità
La legge di probabilità che governa il risultato di una giocata ("numerone" escluso) è la distribuzione ipergeometrica. In particolare la probabilità di ottenere n può essere espressa come
{\displaystyle P(n)=P(10-n)={{{10 \choose n}{20-10 \choose 10-n}} \over {20 \choose 10}}={{10 \choose n}^{2} \over {20 \choose 10}}={\frac {(10!)^{4}}{20!}}\left({\frac {1}{n!(10-n)!}}\right)^{2}}.

ovvero è proporzionale al quadrato di un coefficiente binomiale:
| Risultato    | 0                                     | 1                                       | 2                                         | 3                                          | 4                                          | 5                                          | 6                                          | 7                                          | 8                                         | 9                                       | 10                                    |
| Coefficiente | 1                                     | 10                                      | 45                                        | 120                                        | 210                                        | 252                                        | 210                                        | 120                                        | 45                                        | 10                                      | 1                                     |
| Probabilità  | {\displaystyle {\tfrac {1}{184~756}}} | {\displaystyle {\tfrac {100}{184~756}}} | {\displaystyle {\tfrac {2~025}{184~756}}} | {\displaystyle {\tfrac {14~400}{184~756}}} | {\displaystyle {\tfrac {44~100}{184~756}}} | {\displaystyle {\tfrac {63~504}{184~756}}} | {\displaystyle {\tfrac {44~100}{184~756}}} | {\displaystyle {\tfrac {14~400}{184~756}}} | {\displaystyle {\tfrac {2~025}{184~756}}} | {\displaystyle {\tfrac {100}{184~756}}} | {\displaystyle {\tfrac {1}{184~756}}} |

Giocando una combinazione di 10 numeri, la probabilità di indovinarli tutti è di 1 su 184.756:
{\displaystyle {20 \choose 10}={\frac {20!}{10!(20-10)!}}={\frac {20\cdot 19\cdot 18\cdot 17\cdot 16\cdot 15\cdot 14\cdot 13\cdot 12\cdot 11}{10!}}=184~756}
La probabilità di fare "zero" è la stessa, equivalente ad aver indovinato gli altri dieci numeri che restavano da giocare nella schedina. Indovinare il "dieci più il Numerone" oppure lo "zero più il Numerone" è 20 volte più difficile, per cui le probabilità sono di 1 su 3.695.120. Se ci sono più vincitori contemporanei del superpremio, i 6.000 € al mese vengono suddivisi equamente fra i vincitori.
| Numeri Indovinati       | Probabilità       | Probabilità   |
| ----------------------- | ----------------- | ------------- |
| 10 o 0 (con numerone)   | 0,0000271 % circa | 1/3 695 120   |
| 10 o 0 (senza numerone) | 0,000541 % circa  | 1/184 756     |
| 9 o 1                   | 0,0541 % circa    | 1/1 848 circa |
| 8 o 2                   | 1,10 % circa      | 1/91 circa    |
| 7 o 3                   | 7,79 % circa      | 1/12 circa    |

La tabella mostra le probabilità di vincita: le probabilità "simmetriche" sono uguali, cioè la probabilità di fare 9 è identica a quella di fare 1, e così via.

## Teoria dei ritardi non applicabile
Come per altri giochi numerici quali Lotto e Superenalotto, non è possibile applicare la "teoria dei ritardi". Ogni estrazione è infatti un evento indipendente dalle estrazioni precedenti ed è quindi privo di memoria. Essendo estratti 10 numeri su un totale di 20, la probabilità di estrazione di ciascun numero sarà sempre di 1 su 2 ad ogni nuova estrazione, indipendentemente dal ritardo accumulato in precedenza.

## Ripartizione delle giocate
Per ogni euro giocato, la quota erariale spettante allo Stato (pari al 23%) è destinata alla ricostruzione dell'Abruzzo; il 65% è invece destinato al montepremi, l'8% al ricevitore e il restante 4% alla SISAL.